# Uwe Felgenträger

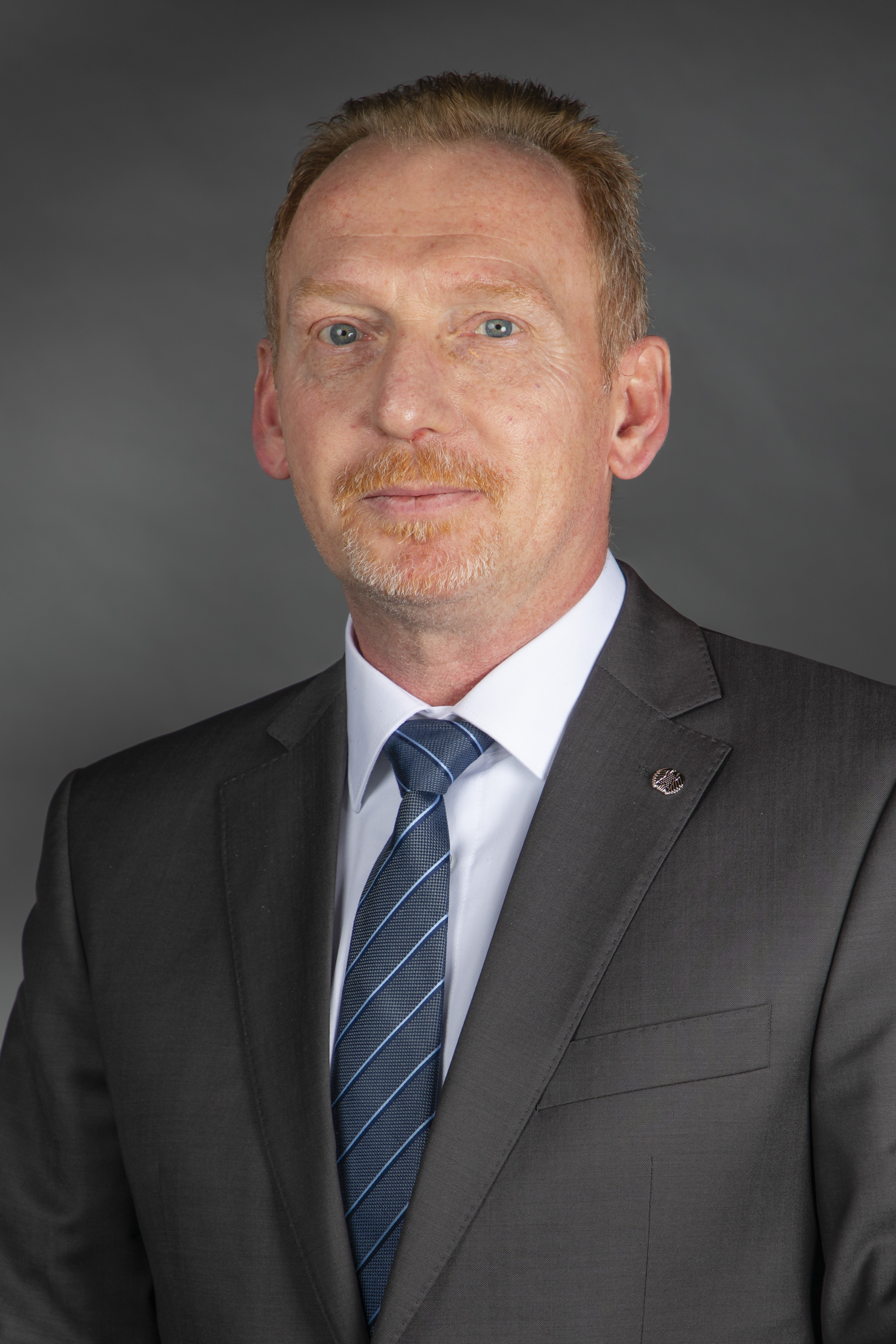
Uwe Felgenträger (2019)

Uwe Felgenträger (* 1966 in Magdeburg) ist ein deutscher Politiker der Alternative für Deutschland (AfD). Er war von 2019 bis 2023 Mitglied der Bremischen Bürgerschaft.

## Biografie

### Ausbildung und Beruf
Felgenträger besuchte die Polytechnische Oberschule. Von 1981 bis 1989 absolvierte er eine  Ausbildung als Stahlbauschlosser und war im Beruf tätig sowie als Schmied und Richtschmied im Schwermaschinenbau Georgie Dimitroff in Magdeburg. Er diente zwischendurch 18 Monate bei der NVA. Er verließ 1989 die DDR über die Prager Botschaft.
Seither lebt Felgenträger in Bremen war Montage- und Projektleiter im Stahlbau und ist seit 2007 als Werkstattleiter in Bremen tätig.
Felgenträger ist verheiratet und hat vier Kinder.

### Politik
Felgenträger wurde im Mai 2019 zum Mitglied der Bremischen Bürgerschaft gewählt. Nach einem Konflikt zwischen Frank Magnitz und Thomas Jürgewitz, verließen die AfD-Abgeordneten Mark Runge, Felgenträger und Magnitz im September 2019 die Fraktion. Sie gründeten die „AfD-Gruppe in der Bremischen Bürgerschaft“. Später wurde ihnen die Verwendung dieser Bezeichnung vom AfD-Bundesvorstand untersagt. Die verbliebenen AfDler Peter Beck und Jürgewitz sind seither fraktionslose Einzelabgeordnete.

In der Bürgerschaft war er Mitglied der Deputation für Kinder und Bildung, Deputation für Soziales, Jugend und Integration, Deputation für Gesundheit und Verbraucherschutz, Deputation für Kinder und Bildung und der Deputation für Soziales, Jugend und Integration. Bei der Bürgerschaftswahl in Bremen 2023 erhielt er kein Mandat mehr und schied aus der Bürgerschaft aus.